# Chriodes carinatus
Chriodes carinatus är en stekelart som beskrevs av Kusigemati 1983. Chriodes carinatus ingår i släktet Chriodes och familjen brokparasitsteklar. Inga underarter finns listade i Catalogue of Life.